# Ford Anglia
Der Ford Anglia ist ein Kleinwagen, den Ford of Britain von 1940 bis 1967 in vier Generationen herstellte. Die einfach konstruierten, in Großbritannien nur als Zweitürer erhältlichen Autos waren jeweils im unteren Preissegment angesiedelt und ließen sich erfolgreich verkaufen. Ableitungen des Anglia wurden in Großbritannien unter anderem als Ford Prefect, als Ford Popular und als Ford Thames vermarktet. In Australien und Neuseeland bot die dortige Ford-Tochter unter dem Namen Anglia eine Reihe von Limousinen an, die den britischen Modellen ähnelten, aber mit ihnen nicht vollständig übereinstimmten.

## Britische Anglias

### Anglia E04A
Der erste Ford Anglia wurde im Oktober 1939 präsentiert. Er trägt die werksinterne Bezeichnung E04A. Die Verkaufsbezeichnung Anglia ist der neulateinische Name für England. Der Anglia basierte auf dem Ford Eight (7Y) von 1938, der seinerseits auf das Model Y von 1932 zurückging. Der Anglia war auch nach damaligen Maßstäben ein sehr einfaches Auto und gehörte zu den preiswertesten britischen Fahrzeugen seiner Zeit. 
Die Standardkarosserie des Anglia E04A ist als zweitürige Limousine gestaltet. Eine etwas längere, aber stilistisch und technisch gleiche viertürige Version verkaufte Ford unter der Bezeichnung Prefect (E93A). Beide Modelle haben, der zeittypischen Gestaltung folgend, eine hohe, fast senkrecht stehende Kühlermaske. Von ihr leitet sich der Begriff Upright (aufrecht) ab, mit dem diese Anglia-Generation und ihr unmittelbarer Nachfolger inoffiziell bezeichnet werden. Angetrieben werden die in Großbritannien verkauften Autos von einem seitengesteuerten Reihenvierzylindermotor mit 933 cm³ Hubraum und einer Leistung von 23 bhp (17 kW; 23 PS). Auf einigen Exportmärkten, unter ihnen die USA, war auch eine größere Version mit 1172 cm³ erhältlich, die 30 bhp (22 kW; 30 PS) leistete. Die Kraft wird über ein handgeschaltetes Dreiganggetriebe übertragen, dessen zweiter und dritter Gang synchronisiert sind.
Die Serienfertigung des Anglia begann im Frühjahr 1940. Kriegsbedingt wurde sie zwei Jahre später unterbrochen, bevor es im Sommer 1945 zur Wiederaufnahme der Produktion kam. Bis Oktober 1948 entstanden 55.807 Fahrzeuge der ersten Anglia-Reihe.

### Anglia E494A
Die zweite Version des Ford Anglia (Werksbezeichnung E494A) erschien im Herbst 1948. Sie ist eine vor allem stilistisch überarbeitete Version des Vorgängermodells. Die Karosserie des Zweitürers, dessen viertürige Version wiederum als Prefect angeboten wurde, entspricht weitestgehend der des Anglia E04A. Wesentliches Unterscheidungsmerkmal ist die stärker geneigte und abgerundete Kühlermaske. Wie beim Vorgängermodell war in Großbritannien nur der 1,0 Liter-Vierzylindermotor erhältlich, Exportmodelle hatten 1,2 Liter Hubraum. Leistungssteigerungen gab es nicht. Bei seiner Einführung war der Anglia E494A der günstigste Personenwagen aus britischer Produktion. Bis 1953 entstanden 108.878 Anglias.
Nachdem Ford im Herbst 1953 die dritte Version des Anglia eingeführt hatte, setzte das Unternehmen die Produktion des alten E494A unverändert fort. Das Modell wurde nun als Ford Popular verkauft. Es blieb in dieser Form bis zum Oktober 1959 im Programm.

### Anglia 100E
Die dritte Auflage der Modellreihe erschien 1953. Sie trägt die interne Bezeichnung 100E, die links gelenkten Modelle heißen 101E. Auch in dieser Generation wurde die zweitürige Stufenhecklimousine als Anglia und die viertürige Version als Prefect verkauft. 
Der 100E hat eine neu konstruierte selbsttragende Karosserie aus Stahlblech. Die Vorderräder sind einzeln an MacPherson-Federbeinen und Querlenkern aufgehängt, hinten ist es eine Starrachse an Blattfedern mit Teleskopstoßdämpfern. Die  hydraulisch betätigte Bremse hat vier Trommeln, vorn Duplexbremsen mit zwei auflaufenden Bremsbacken. Das Lenkgetriebe arbeitet mit Schnecke und Lenkfinger. 
Der 1,2-Liter-Vierzylindermotor leistet 36 bhp (27 kW; 36 PS) bei 4500/min. Sein maximales Drehmoment von 52 lbs·ft (70 N·m) kann er bei 2500/min abgeben. Er war eine in weiten Teilen neu konstruierte Version des gleich großen Motors aus dem Vorgänger. Übernommen wurden die veralteten seitlich stehenden Ventile, die drei Kurbelwellenlager wurden etwas stärker dimensioniert. Die Kraft überträgt serienmäßig ein handgeschaltetes Dreiganggetriebe, dessen zweiter und dritter Gang synchronisiert sind; wahlweise war eine Manumatic genannte Halbautomatik erhältlich. Der Stil der Karosserie des Anglia 100E erinnert an die Formen des ersten Ford Zephyr von 1951. Die Karosserie hat die zur Entstehungszeit moderne Pontonform mit rundlichem Dachaufbau. Im Laufe des Produktionszeitraums gab es nur wenige stilistische Änderungen: 1957 wurden das Kühlergitter und die Scheinwerfereinfassung neu gestaltet. Der Anglia 100E erreichte eine Höchstgeschwindigkeit von 70,2 mph (113 km/h) und beschleunigte von 0 auf 60 mph (97 km/h) in 29,4 Sekunden. Er war kommerziell weitaus erfolgreicher als sein Vorgänger. In etwas mehr als sechs Jahren entstanden 345.841 Anglia 100E.
Die Grundkonstruktion des 100E wurde in verschiedenen Karosserievarianten hergestellt. Außer dem zweitürigen Anglia und dem viertürigen Ford Prefect mit Stufenheck gab es einen dreitürige Kombi mit verglasten Seitenteilen, der in einer Basisversion als Ford Escort und in einer höherwertigen Version als Ford Squire verkauft wurde. Von ihm war wiederum ein Nutzfahrzeug mit metallverkleideten hinteren Seitenteilen abgeleitet, das Ford unter der Bezeichnung Thames 300E vermarktete.
Im Herbst 1959 führte Ford den neu gestalteten Anglia 105E ein. Der alte zweitürige 100E wurde noch zwei Jahre lang weiterproduziert und als Ford Popular verkauft, allerdings bekam er die Antriebseinheit des Anglia 105E. Der Popular wurde zu einem niedrigeren Preis angeboten als der neue Anglia 105E. Er war bis 1962 das günstigste Modell von Ford of Britain. Diese Rolle übernahm danach die Basisversion des Anglia 105E. 

### Anglia 105E
Die letzte Generation des Anglia erschien im Oktober 1959. Sie war zunächst ausschließlich als zweitürige Stufenhecklimousine erhältlich; 1961 kamen ein dreitüriger Kombi (Estate) und ein Nutzfahrzeug hinzu. Viertürer hingegen gab es nur bei den Baureihen Prefect 100E, Consul Mark II und Consul Classic. 
Der neue zweitürige Anglia 105E (auch: New Anglia) erhielt eine neu gestaltete Karosserie. Auffällige Details sind das hinten überhängende Dach und die an der Unterseite nach innen geneigte Heckscheibe. Sie gibt es nur bei der Limousine; die später eingeführten Kombis und Nutzfahrzeuge haben konventionell gestaltete Heckpartien. Der Aufbau aller Versionen ist selbsttragend konstruiert. In den ersten Jahren war nur eine extrem kurzhubige, 1,0 Liter großen Variante des 1959 neu eingeführten Kent-Motors als Antrieb erhältlich, die 39 bhp (29 kW; 39 PS) leistet. 1962 kam eine 48,5 bhp (36 kW; 49 PS) starke Version mit 1,2 Liter Hubraum hinzu, die als Anglia Super 123E vermarktet wurde. Die Kraftübertragung übernimmt – erstmals bei Ford of Britain – ein handgeschaltetes Vierganggetriebe. Bei der stärkeren Motorisierung sind alle Gänge synchronisiert, bei der schwächeren nur die oberen drei. 
Der Anglia 105E wurde weltweit verkauft. Ford bot ihn auch in Nordamerika sowie auf nahezu allen westeuropäischen Märkten an, allerdings nicht in der Bundesrepublik Deutschland. Im ersten vollen Kalenderjahr nach seiner Einführung war der Anglia 105E das erfolgreichste Auto auf dem britischen Markt: 1960 setzte Ford in Großbritannien mehr als 200.000 Exemplare des Modells ab. Bis November 1967 baute Ford insgesamt 954.426 Saloons der Reihen 105E und 123E; hinzu kamen 129.529 Werkskombis (Estates). Der New Anglia gehörte zeitweise zu den günstigsten Autos aus britischer Produktion. Lediglich der Preis des Mini lag einige Pfund unter dem des Anglia. Während die British Motor Corporation allerdings mit jedem Mini einen Verlust von 5 £ machte, erzielte Ford mit jedem New Anglia nach offiziellen Verlautbarungen einen Gewinn von etwa 45 £. 
Italienische und britische Karosseriehersteller lieferten Sonderaufbauten auf Anglia-105E-Technik. Von Friary und Abbott kamen individuelle Kombis, Martin Walter baute Pick-ups, und OSI in Turin fertigte eine konventionell gestaltete zweitürige Limousine, den Anglia Torino. Er wurde etwa 10.000 Mal in Kontinentaleuropa verkauft.
Der Nachfolger des Anglia war 1968 der ebenfalls von Ford of Britain entwickelte Ford Escort, der im Gegensatz zum Anglia auch im deutschen Programm angeboten wurde.

### Kastenwagen
Basierend auf dem Anglia wurden Kastenwagen unter der Marke Fordson (ab 1950 Ford Thames) gefertigt mit Nutzlast von 250 kg (5 cwt).
- 1945–1948 Fordson E04C
- 1948–1954 Fordson E494C, ab 1950 Ford Thames E494C
- 1954–1961 Ford Thames 300E
- 1961–1968 Ford Thames 307E (als 5-cwt- und 7-cwt-Version)

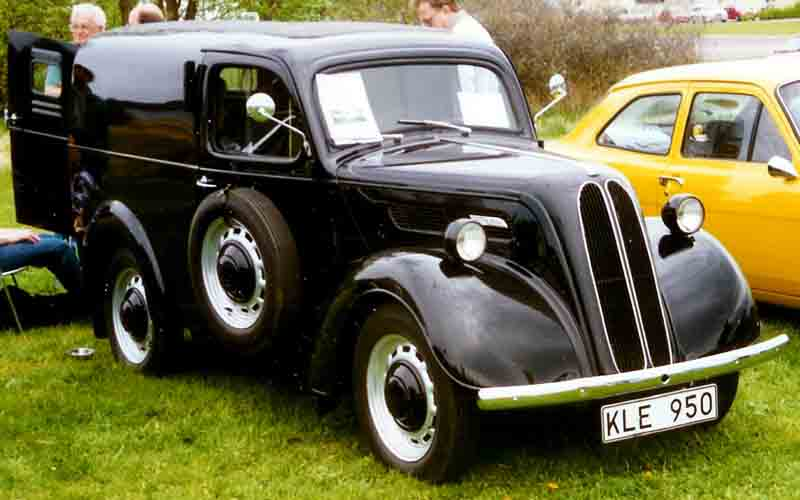
Fordson E04C
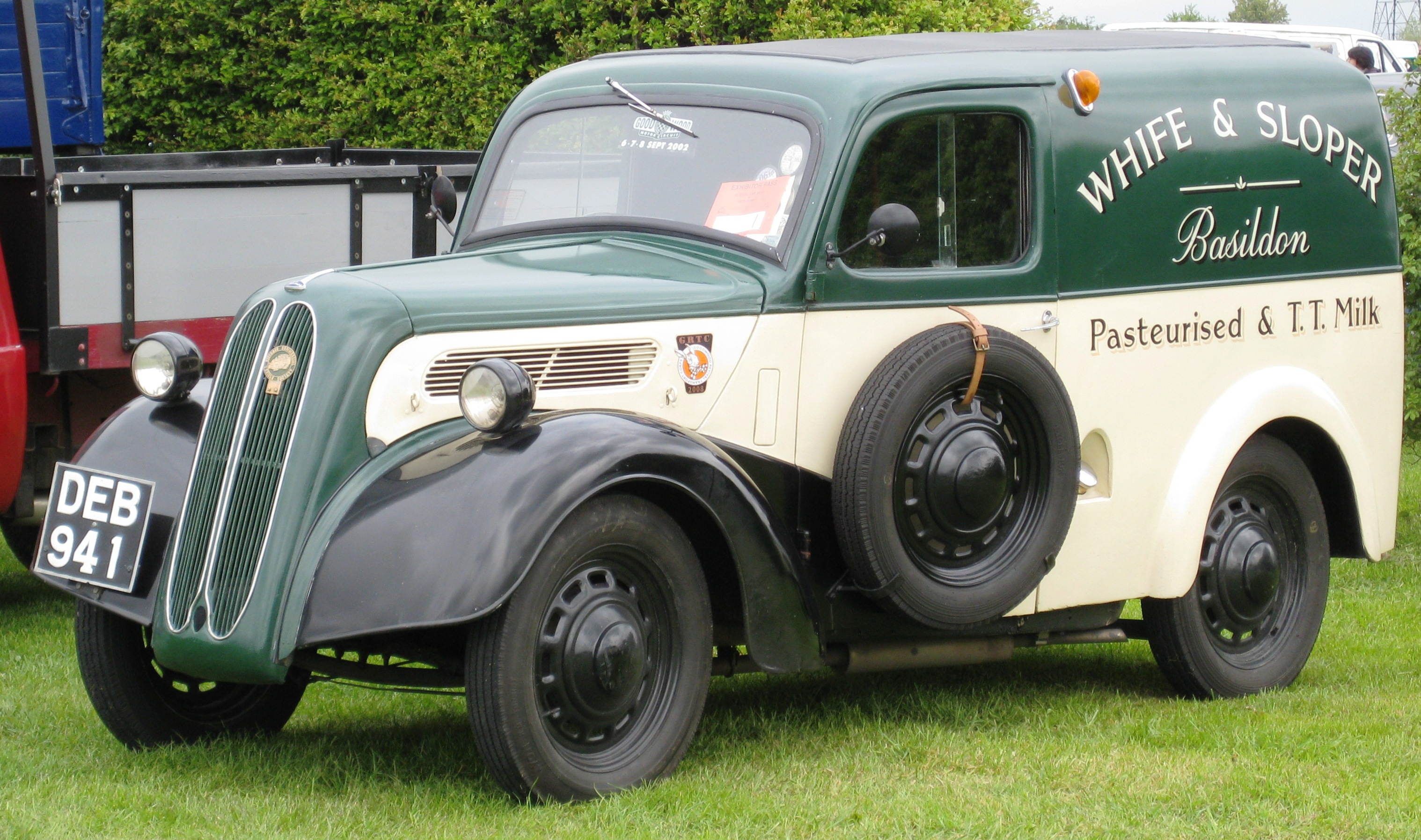
Fordson E494C
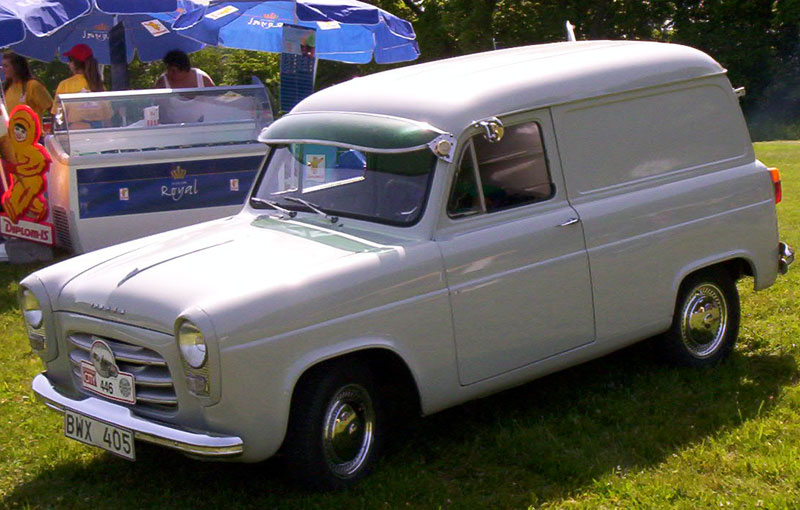
Ford Thames 300E
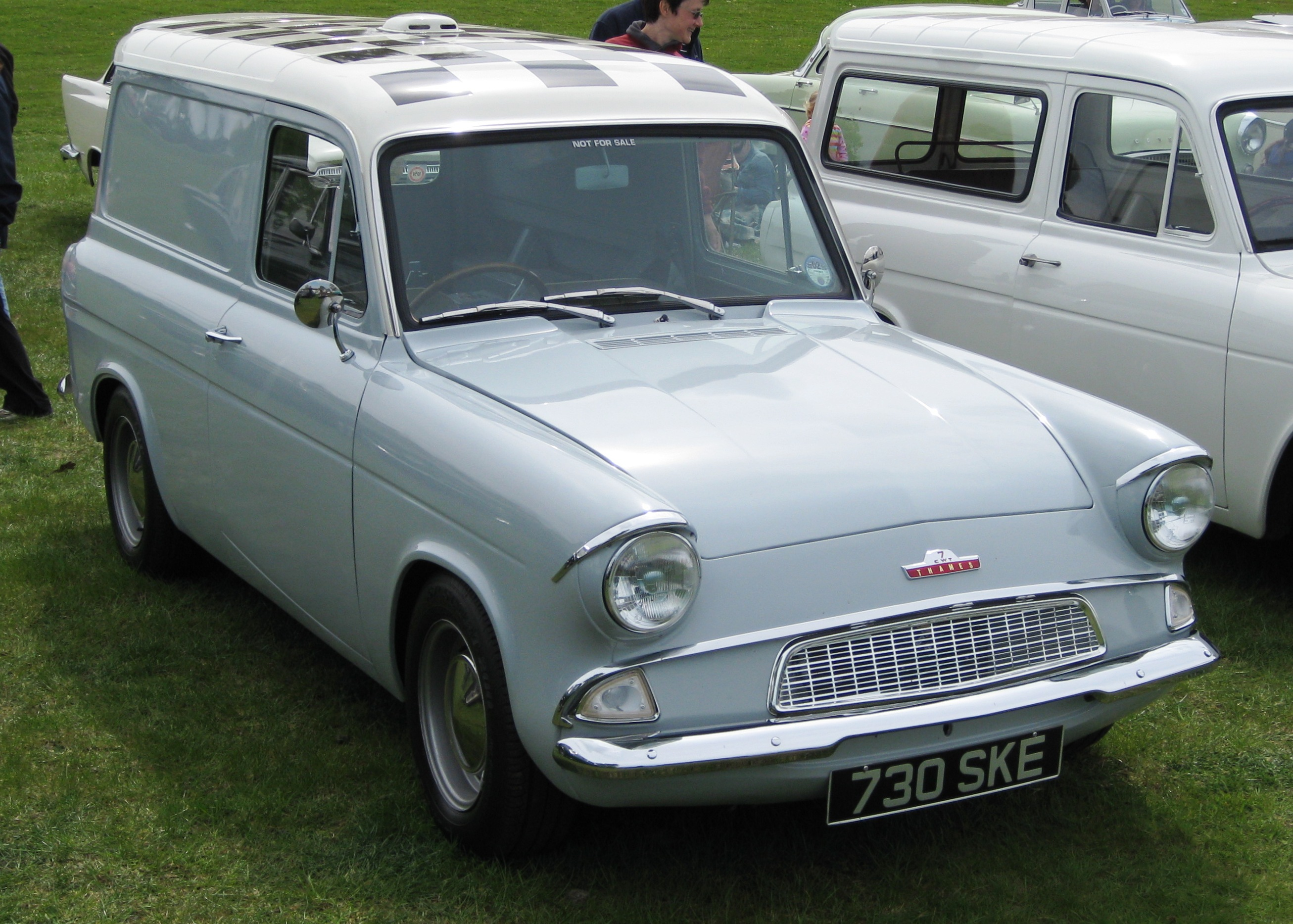
Ford Thames 307E

## Australische Anglias

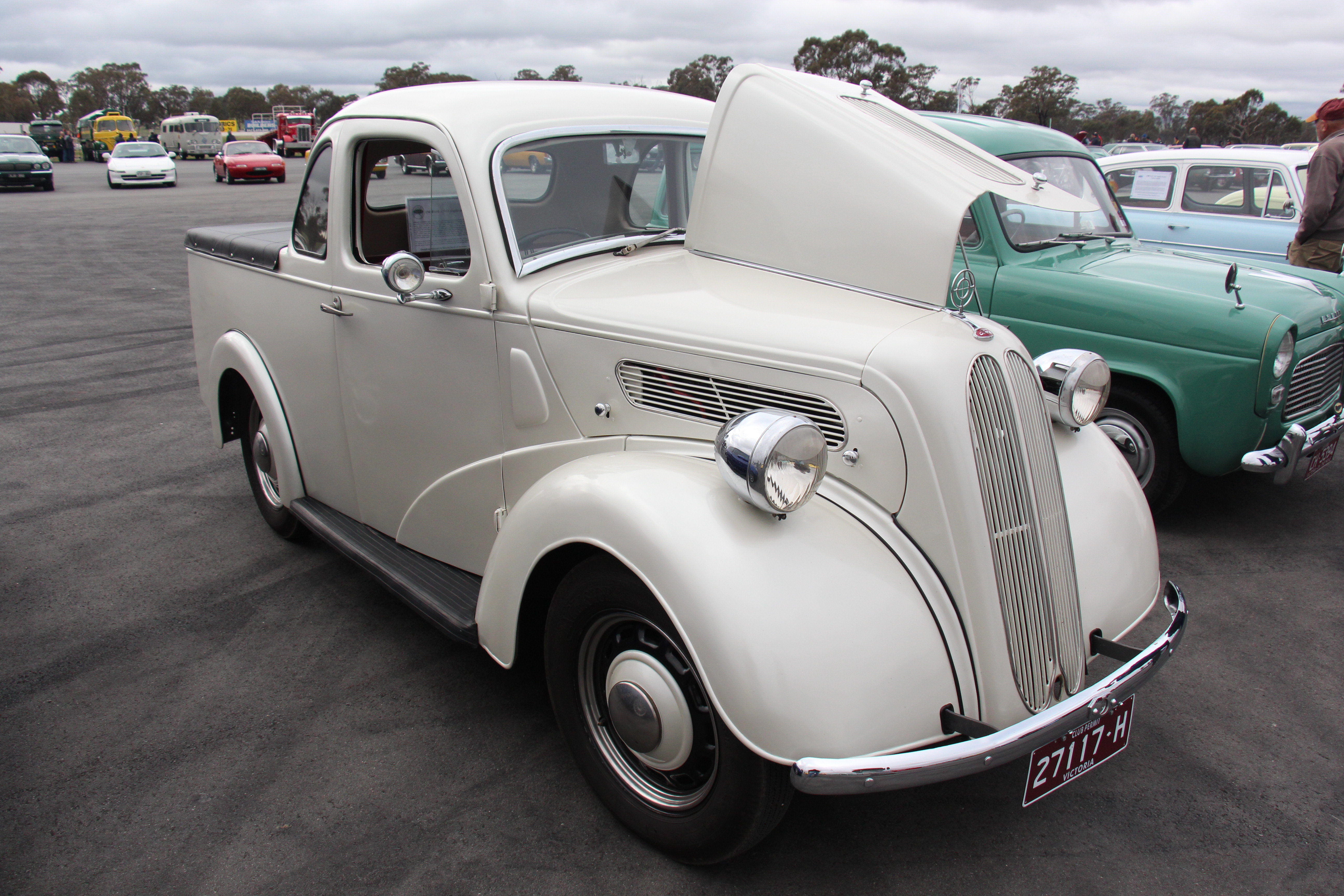
Ford Anglia Ute (Baureihe A494A, 1949)

Die australische Ford-Tochter verkaufte ab 1940 drei Serien des Anglia. Alle Baureihen basierten auf dem ersten britischen Anglia. Sie waren sehr einfach ausgestattet und preiswert. Die australischen Versionen haben teilweise eigenständige Designdetails und waren, anders als das britische Modell, in verschiedenen Karosserieversionen lieferbar.
Von 1940 bis 1945 verkaufte Ford in Australien den Anglia E04A. Neben der geschlossenen Standardkarosserie, die von Ford of Britain übernommen wurde, gab es den E04A in Australien außerdem in zwei offenen Versionen. Der Tourer ist die viersitzige, der Roadster die zweisitzige Variante.
Der von 1946 bis 1948 angebotene Nachfolger (australischer Werkscode A54A) entsprach technisch weiterhin dem britischen Anglia E04A. Stilistisch unterschieden sie sich allerdings durch andere Kühlerformen. Außerdem waren geschlossene Zwei- und Viertürer sowie geschlossene und offene Pick-ups („Utes“) im Angebot.
Von 1949 bis 1953 gab es schließlich die Baureihe A494A, die weitgehend dem britischen Anglia A494 entsprach, wiederum aber zahlreiche eigenständige Karosserieversionen beinhaltete, zu denen es in Großbritannien keine Gegenstücke gab.

## In Italien: Ford Anglia Torino

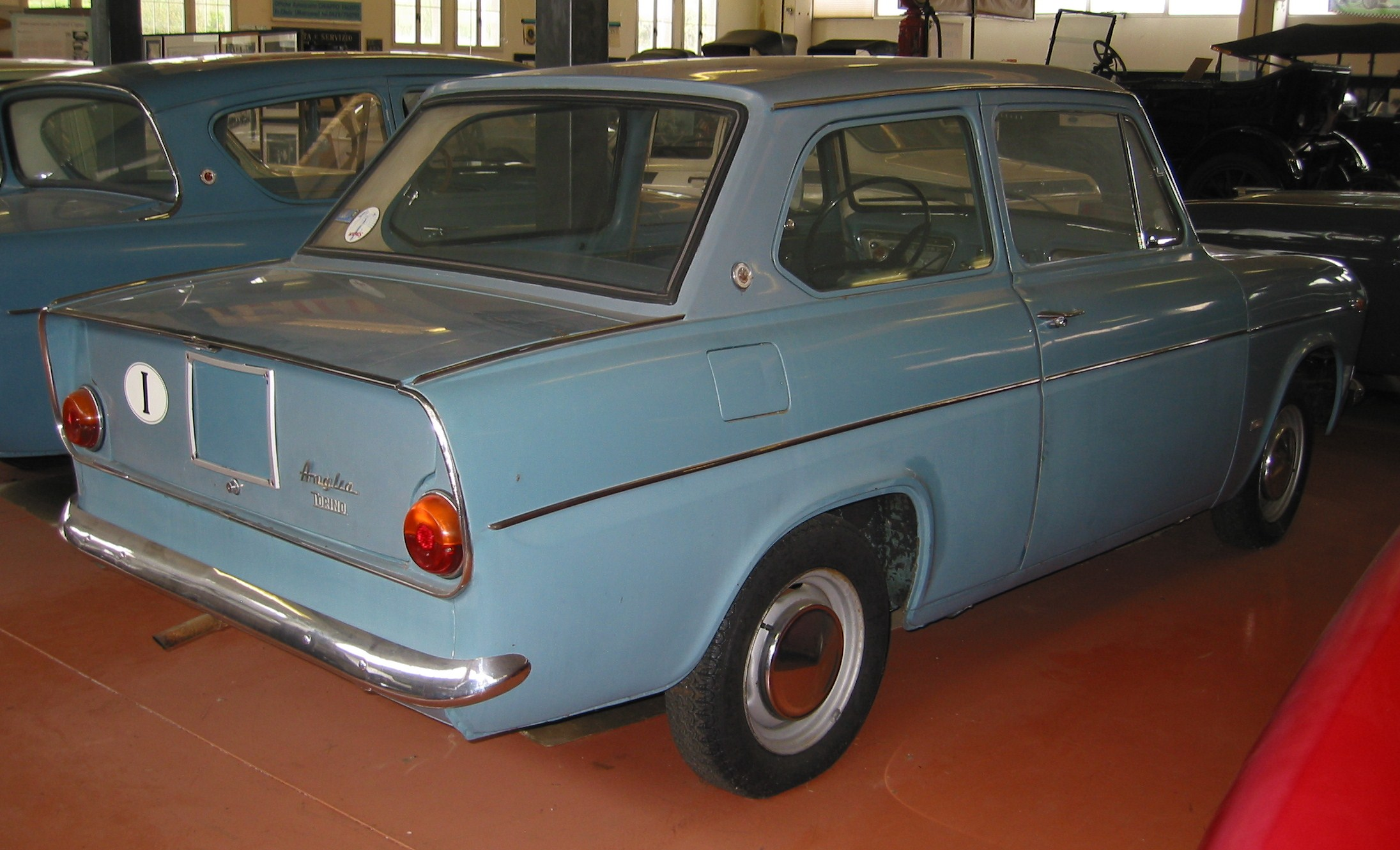
Anglia Torino 105E

Der Anglia Torino ist eine in Italien gefertigte Limousine mit der Technik des Anglia 105E und eigenständiger Karosserie. Ihre Entwicklung geht auf Ford Italia zurück. Der britische Anglia 105E wurde auf dem italienischen Markt vor allem wegen seiner ungewöhnlichen Dachgestaltung schon nach wenigen Jahren als unmodern empfunden, und die Verkäufe gingen zurück. Ford Italia sah bereits 1963 die Notwendigkeit einer stilistischen Überarbeitung, die Ford of Britain nicht leisten wollte. Das italienische Management gab daraufhin bei dem Turiner Designer Giovanni Michelotti eine neue Karosserie in Auftrag. Michelotti gestaltete eine gradlinige Stufenhecklimousine mit trapezförmigem Dachaufbau, dünnen Fahrzeugsäulen und hohem Kofferraum. Ford Italia ließ diesen Entwurf ab 1965 bei Officine Stampaggi Industriali (OSI) in Turin in Serie fertigen und bot ihn in Italien als Anglia Torino ab April 1965 zusätzlich zu den britischen Anglias an. Der Anglia Torino war wahlweise mit dem 1,0-Liter-Motor oder mit dem 1,2-Liter-Vierzylinder erhältlich; Letzterer wurde als S-Version mit einem Doppelvergaser von Weber (Weber 28/36DCD) ausgeliefert. Der Absatz des Anglia Torino blieb hinter den Erwartungen zurück. Bis 1967 verkaufte Ford in Italien nur 10.007 Anglia Torinos. Der Anglia Torino kam außerhalb Italiens nur noch in den Benelux-Staaten auf den Markt; die dort verkauften Autos wurden von Fords belgischer Niederlassung zusammengebaut.

## Rezeption
Der Anglia wurde wieder durch das Buch Harry Potter und die Kammer des Schreckens bekannt, in dem ein verhexter und fliegender Anglia 105E in Erscheinung tritt. In der britischen Kinderausgabe des Buches ist der Anglia 105E auch auf dem Bucheinband abgebildet. Auch in der entsprechenden Verfilmung ist ein fliegender Anglia zu sehen. 
In dem Film See How They Run von 2022 kommt ein blauer 1959er Ford Anglia 100E zum Einsatz, der in zahlreichen Szenen von den beiden von Sam Rockwell und Saoirse Ronan verkörperten Ermittlern gefahren wird.
Von verschiedenen Herstellern gibt es Modelle.